# Toy Story Toons
Toy Story Toons es una serie de cortometrajes producidos por el estudio Pixar y distribuidos por Walt Disney Pictures, basados en las películas de Toy Story. La creación de la misma es para continuar la historia de los personajes de las películas después del lanzamiento de Toy Story 3, para que así, según Lee Unkrich: "Los personajes no desaparecerán para siempre".

## Filmografía

### Hawaiian Vacation
"Vacaciones en Hawaii" en español. Es el primer corto de la serie. Fue estrenado antes de la segunda entrega de Cars, Cars 2.
Llega el invierno y las vacaciones de invierno para Bonnie, que se va de vacaciones a Hawái con su madre durante una semana. Los juguetes están felices de tener una semana de descanso, pero Barbie y Ken se revelan y se esconden en la mochila de Bonnie, con la esperanza de estar con ella en Hawái. Bonnie deja su mochila en casa, sin embargo, es un horror para Ken cuando se da cuenta de que no están en Hawái. Barbie revela a Woody que Ken planeaba tener su primer beso en una playa al atardecer (dando como referencia la parte de afuera de un folleto de viaje a Hawái), Woody, Buzz Lightyear y el resto de los juguetes de Bonnie, preparan y simulan un escenario de Hawái en la habitación. Después de varias "aventuras" en "Hawaii", Ken y Barbie comparten su primer beso en la nieve al atardecer, recreando la escena del folleto. Sin embargo, los dos terminan siendo enterrados en la nieve cuando caminaban sobre ella, lo que hace que los juguetes vayan al rescate por los dos, que después, están atrapados en un cubo de hielo, siendo descongelados por los demás juguetes.
Dirigido y escrito por Gary Rydstrom.

### Small Fry
"Extra Small" en español. Fue visto antes del estreno de Los Muppets. Este Corto fue obra de Pixar Canada.
En un restaurante de comida rápida de pollo llamado "El palacio del Pollo", una parodia de Burger King, Bonnie odia la hebilla del cinturón de Zurg electrónico que viene con la comida. Cuando ella pregunta por el Mini-Buzz Lightyear que estaban dentro de un mostrador al que la atendía, que por su apariencia, se daría con certeza que es Andy, su madre le dice que los mismos se han agotado, y que son sólo para muestra. Dentro del mostrador, Mini-Buzz Lightyear se queja de que nunca jugarán con él, que son sólo juguetes de la muestra para Mini-Zurg (que en realidad prefiere quedarse). Bonnie va a jugar a la piscina de bolas con sus propios juguetes, y cuando nadie está mirando, Mini-Buzz secretamente, sale del mostrador, llega a la piscina y saca el Buzz Lightyear real que estaba al lado de Rex, por debajo de las bolas de manera que Bonnie termina recogiendo a Mini-Buzz cuando ella sale del restaurante. Una vez que Mini-Buzz llega a casa, le explica a los otros juguetes que las bolas de la piscina lo han encogido, y procede a molestar en general a toda la banda (salvo al crédulo Rex) con su estratagema obvia y sus travesuras.
Mientras tanto, el Buzz Lightyear real, se ha quedado atascado en el restaurante, tratando de escapar. Se arrastra a través del sistema de ventilación, pero de repente cae en un trastero donde hay una pequeña discusión de juguetes que han sido rechazados, realizado y dirigido por  una sirena guerrera (voz de Jane Lynch). El grupo de apoyo cree que Buzz Lightyear es más que otro juguete rechazado y lo obliga a participar. Obligados a participar en un ejercicio de grupo de rol, finalmente escapa con un juguete gancho, y logra ser una gran consternación de los juguetes abandonados. Mientras en la casa de Bonnie, la banda frena a Mini-Buzz y le obliga a confesar al Mini-Buzz en donde se encuentra el real Buzz Lightyear. Comienzan la elaboración de un plan de rescate cuando vuelve el Buzz Lightyear real. Al final, Mini-Buzz y Buzz se devuelven a la discusión de los juguetes de grupo de apoyo abandonados, pero esta vez con Buzz Lightyear participando voluntariamente.
Dirigido y escrito por: Angus MacLane.

### Partysaurus Rex
"Fiesta-Saurus Rex" en español. Fue estrenado en el reestreno de Buscando a Nemo en 3D. Este cortometraje fue obra de Pixar Canada.
Bonnie está en la bañera, jugando con los juguetes del baño. Cuando la madre retira a Bonnie de la bañera y vacía la tina, Rex y el resto de los juguetes quedan en la bañera. Una vez a solas, el resto de los juguetes obligan a Rex a abrir el grifo para comenzar otra vez la diversión, debido a que solo pueden moverse cuando están sobre el agua.
Los juguetes empiezan a cantar y bailar de una manera fuerte y descontrolada; el grifo está abierto hasta al máximo, de modo que pronto la bañera está a punto de desbordarse. Fuera del baño, Woody y los juguetes van a ver como va todo con Rex, cuando de repente la puerta se abre de golpe, empujada por el agua salida de la bañera; la misma llega hasta el vestíbulo, inundando toda la casa.
Más tarde, la madre de Bonnie paga por los daños de plomería que tuvo la casa, mientras Rex disfruta su efímera fama. Afuera, los juguetes de la piscina, que han oído las hazañas de Rex en la bañera, se organizan para abrir en abrir el tubo de la manguera; pronto Rex se une nuevamente a la diversión.
Dirigido y escrito por: Mark Walsh.